# Dolomedes machadoi
Dolomedes machadoi är en spindelart som beskrevs av Roewer 1955. Dolomedes machadoi ingår i släktet Dolomedes och familjen vårdnätsspindlar. Inga underarter finns listade i Catalogue of Life.